# KWTV Mast
KWTV TV Mast, także Griffin Television Tower Oklahoma – istniejąca w latach 1954–2015 wieża telewizyjna w Oklahoma City mierząca 480,5 m  wysokości (450 m bez anteny), w latach 1954–1956 najwyższa konstrukcja na świecie. Nadawały z niej kanały KWTV-DT i KETA. Była chroniona przez podwójne liny przed silnym wiatrem. Zdemontowano ją w okresie od lipca 2014 do lutego 2015 roku wskutek złego stanu technicznego.
W momencie wybudowania w 1954 maszt został najwyższą konstrukcją na świecie, prześcigając nowojorski Empire State Building (380 m). W 1956 ten rekord pobiła KOBR-TV Tower (490,7 m) w hrabstwie Lea w stanie Nowy Meksyk.